# Happy Hogan
Harold (Happy) Hogan is een personage uit de strips van Marvel Comics. Hij kwam voor het eerst voor in Tales of Suspense #45 (september 1963) en werd bedacht door Stan Lee, Robert Bernstein en Don Heck. Happy Hogan werkt voor Stark Industries en is chauffeur en assistent van Tony Stark.
De Nederlandse stem van Happy Hogan wordt ingesproken door Simon Zwiers. 

## In andere media

### Marvel Cinematic Universe
Sinds 2008 verscheen dit personage in de Marvel Cinematic Universe en wordt vertolkt door Jon Favreau. Harold Happy Hogan is beter bekend als de assistent en chauffeur van Tony Stark. Hij werkt ook voor Stark Industries en brengt zich zelf soms in gevaarlijke situaties om Tony alias Iron Man te helpen. Wanneer Iron Man de superheld Spider-Man ontdekt en hem een beter pak geeft die zijn krachten meer ondersteunen wordt Happy de contactpersoon van Spider-Man. Wanneer Iron Man tijdens het ultieme gevecht tegen Thanos overlijdt verschijnt hij op zijn begrafenis. Hierna houdt hij een oogje in het zeil bij zijn nabestaanden waaronder zijn vrouw Pepper Potts en dochter Morgan Stark. Daarnaast begeleidt hij Spider-Man en schiet hij hem te hulp wanneer het nodig is. Happy Hogan is onder andere te zien in de volgende films en serie:
- Iron Man (2008)
- Iron Man 2 (2010)
- Iron Man 3 (2013)
- Spider-Man: Homecoming (2017)
- Avengers: Endgame (2019)
- Spider-Man: Far From Home (2019)
- What If...? (2021-2023) (stem) (Disney+)
- Spider-Man: No Way Home (2021)
- Deadpool & Wolverine (2024)